# Carlos Clementson
Œuvres principales
- Canto de la afirmación (poèmes, 1974)
- Del mar y otros caminos (poèmes, 1979)
- Archipiélagos (poèmes, 1995)

Carlos Clementson (né à Cordoue, en Espagne, en 1944) est un poète, traducteur et critique littéraire espagnol. Il est généralement rattaché au courant de la littérature de la Différence.

## Biographie
Carlos Clementson est né à Cordoue, en Espagne, en 1944. Il est docteur en philologie romane. Depuis 2011, il est professeur de littérature espagnole à l'Université de Cordoue. Il a publié de nombreux recueils de poèmes, des essais, ainsi que des traductions d'œuvres poétiques depuis le français, l'italien, l'anglais et le catalan. Il a publié certains de ses livres sous le pseudonyme Carlos Beck.

## Œuvres

### Essais
- Ricardo Molina, perfil de un poeta

### Recueils de poèmes
- 1974 : Canto de la afirmación
- 1975 : Los argonautas (1975)
- 1979 : Del mar y otros caminos
- 1982 : El fervor y la ceniza
- 1986 : Las olas y los años. Antología poética (1964-84)
- 1993 : Oda y cosmología para Pablo Neruda
- 1994 : Los templos serenos
- 1995 : Archipiélagos
- 1996 : Laus bética
- 1996 : El color y la forma
- 1997 : Región luciente
- 2002 : La selva oscura
- 2003 : Figuras y mitos
- 2014 : Córdoba, ciudad de destino

## Récompenses
Carlos Clementson a été plusieurs fois primé pour ses livres. En 1974, son recueil de poèmes Canto de la afirmación obtient le Prix Polo de Medina. En 1979, il obtient l'accessit du Prix Adonáis de poésie pour son recueil Del mar y otros caminos. En 1995, Archipiélagos remporte le Prix José Hierro. En 2002, La selva oscura obtient le Prix Juan de Mena.
En 2010, son travail de traduction de l'anthologie de littérature portugaise Alma Minha Gentil. Antología general de la poesía portuguesa est récompensé par le prix Giovanni Pontiero.